# Кеклик червононогий
Кеклик червононогий (Alectoris rufa) — вид куроподібних птахів родини фазанових (Phasianidae).

## Поширення
Вид поширений в Південній Європі (Португалія, Іспанія, Франція, Італія). Мешкає на відкритих рівнинах і в сухих низинах, таких як сухі сільськогосподарські угіддя та відкриті кам'янисті ділянки. Завезений до Великої Британії та Нової Зеландії, де розводиться на мисливських угіддях.

## Опис
Птах завдовжки до 32 см, розмахом крил 62 см, вагою 0,5 кг. Статевий диморфізм відсутній. Морфологічні ознаки: коричнева спина, біла смуга над очима і горлом, синьо-сірі груди, тигрові боки, жовтуватий живіт. Чорні плями на горлі відрізняють його від інших видів. Ноги і дзьоб червоні.

## Спосіб життя
Мешкає на низькотравних луках і пасовищах з нечисленними чагарниками. Трапляється зграями по 10-40 особин, інколи до 100 особин. Добре літає, але вважає за краще тікати від хижаків на землі. Найбільш активний рано вранці. Харчується рослинною їжею — зерном, насінням, листям і корінням, хоча молодняк поїдає також комах.
Сезон розмноження цих птахів починається у квітні. Створюють пару на декілька років. Вони гніздяться на землі, самиця відкладає 8–13 яєць. Іноді одна пара має два гнізда — за одним доглядає самець, а за іншим — самиця. У разі одного гнізда батьки поділяють відповідальність. Пташенята вилуплюються через 23–24 дні і негайно покидають гніздо, щоб шукати їжу під опікою батьків. Вони вчаться літати у віці 10 днів. Через 2 місяці вони мають розміри дорослої птиці, але залишаються з батьками всю зиму. Статевої зрілості вони досягають після першого року життя.

## Підвиди
Включає три підвиди:
- A. r. hispanica (Seoane, 1894) — північна і західна частини Піренейського півострова.
- A. r. intercedens (Brehm, 1857) — східна і південна частини Піренейського півострова та Балеарські острови.
- A. r. rufa (Linnaeus, 1758) — Франція, північно-західна Італія, Ельба та Корсика.